# Hollenburg (Gemeinde Krems)
Hollenburg ist ein südlich der Donau gelegener Stadtteil und eine Katastralgemeinde der Statutarstadt Krems an der Donau in Niederösterreich.

## Geografie
Die Katastralgemeinde hat eine Größe von 7,83 km² und liegt im Bereich des Platzes „Am Pranger“ in 203 m ü. A.

## Geschichte
Zwischen 193 und 211 n. Chr. wurde auf dem Gebiet von Hollenburg der Burgus Hollenburg ein Kleinkastell des Limes Noricus errichtet. 470 wird erstmals berichtet, dass Weinbau im Gebiet von Hollenburg betrieben wurde. 860 erfolgte die erste urkundliche Erwähnung als „Holunburc“. Von da an befand sich der Ort bis zum Jahr 1805 im Besitz des Bistums Freising. Im Jahr 1160 bestand eine Überfuhr über die Donau. 1248 wurde die Burg Bertholdstein von Bischof Johann von Freising gegründet 1276 wurde die Pfarre Hollenburg gegründet. Der Bau der heutigen Pfarrkirche erfolgte ebenfalls im 13. Jahrhundert. Der Vertrag von Hollenburg vom 22. September 1395 regelte vorübergehend einen Erbschaftsstreit im Haus Habsburg. Rudolf IV. verlieh Hollenburg im Jahr 1359 das Marktrecht. In der zweiten Hälfte des 15. Jahrhunderts wurde der Markt und die Kirche wehrhaft befestigt. In der Ortschronik wird 1525 erstmals eine Schule im Ort erwähnt. Bischof Heinrich von Freising verlieh Hollenburg 1548 das Marktwappen. 1591 wurde die Rolandssäule errichtet und gleichzeitig ein Marktrichter ernannt. 1651 erfolgte der Bau der Wetterkreuzkirche. 1683 gab es in Hollenburg eine Pestepidemie. Im selben Jahr waren auf Grund der Zweiten Wiener Türkenbelagerung 144 Tote und Verschleppte in Hollenburg zu beklagen. 1713 gab es abermals eine Pestepidemie in Hollenburg. Jacob Freiherr von Geymüller erwarb Hollenburg im Jahr 1811. 1864 bestand in der Ortschaft die Marktmühle mit dem größten Wasserrad Niederösterreichs (Durchmesser: 10,5 m). 1868 wurde das Postamt in Hollenburg eröffnet, 1872 ging die Schiffstation in Betrieb und 1894 wurde die Ortswasserleitung ihrer Funktion übergeben. Bei einem Großbrand im Jahr 1913 wurden 13 Gebäude zerstört. Die Kriegsfront 1945, am Ende des Zweiten Weltkrieges verlief nur wenige Kilometer östlich der Ortschaft. 1965 wurde die Ortswasserleitung neu gebaut. Durch die Eingemeindung der Katastralgemeinden Thallern und Angern wurde Hollenburg im Zuge der NÖ. Kommunalstrukturverbesserung 1971 zur Großgemeinde. Mit 1. Jänner 1973 wurde Hollenburg in die Stadt Krems eingemeindet.

## Architektur und Ortsbild

### Ortsbild und Verbauung
Hollenburg ist ein aus einem Kirchort entstandenes, kurzes Straßendorf. Durch die Lage in steilem Gelände über der Donau wirkt die Verbauung eng und gedrängt. Das Dorf ist strukturell in zwei Teile getrennt: zum einen das Schlossensemble mit den Wirtschaftstrakten am westlichen Ortsbeginn und zum anderen der Altort zwischen den beiden ehemaligen Markttoren mit einigen kurzen Stichgassen Richtung Norden zur Donau hin. Die Bebauung im Altort ist entlang der gekurvten Durchgangsstraße gegiebelt oder traufständig mit überwiegend dörflichem Charakter. Die Bebauung ist im Kern meist spätmittelalterlich oder frühneuzeitlich. Die meisten Fassaden wurden jedoch im Laufe des 19. und 20. Jahrhunderts erneuert. Die Bauten kommen durch ihre unterschiedlichen Trauf- und Dachhöhen, aber insbesondere durch ihre Kubatur abwechslungsreich zur Geltung. Gegenüber des Treppenaufgangs zur Kirche wurde eine kleine platzartige Ausweitung angelegt, die den Namen „Am Pranger“ trägt. Im Osten des Ortes entstand entlang der Durchzugsstraße eine aufgelockerte Verbauung durch Einfamilienhäuser aus dem späten 20. und 21. Jahrhundert. Hangseitig befinden sich einige Kleinhäuser vom Ende des 19. Jahrhunderts sowie eine aufgelockerte Kellergasse in Zeilenform mit traufständigen Presshäusern (Liste der Kellergassen in Krems an der Donau).
Im Osten des Ortes sind an der Straße der Rest eines mittelalterlichen Markttores mit zweiteiliger Sitznische, sowie Spitzbogen mit Kleeblattmaßwerk aus der Mitte des 14. Jahrhunderts erkennbar.
Auf dem Gebiet der Ortschaft Hollenburg stehen 14 Objekte unter Denkmalschutz:

### Bauwerke

#### Sakralbauten
Pfarrkirche Mariä Himmelfahrt

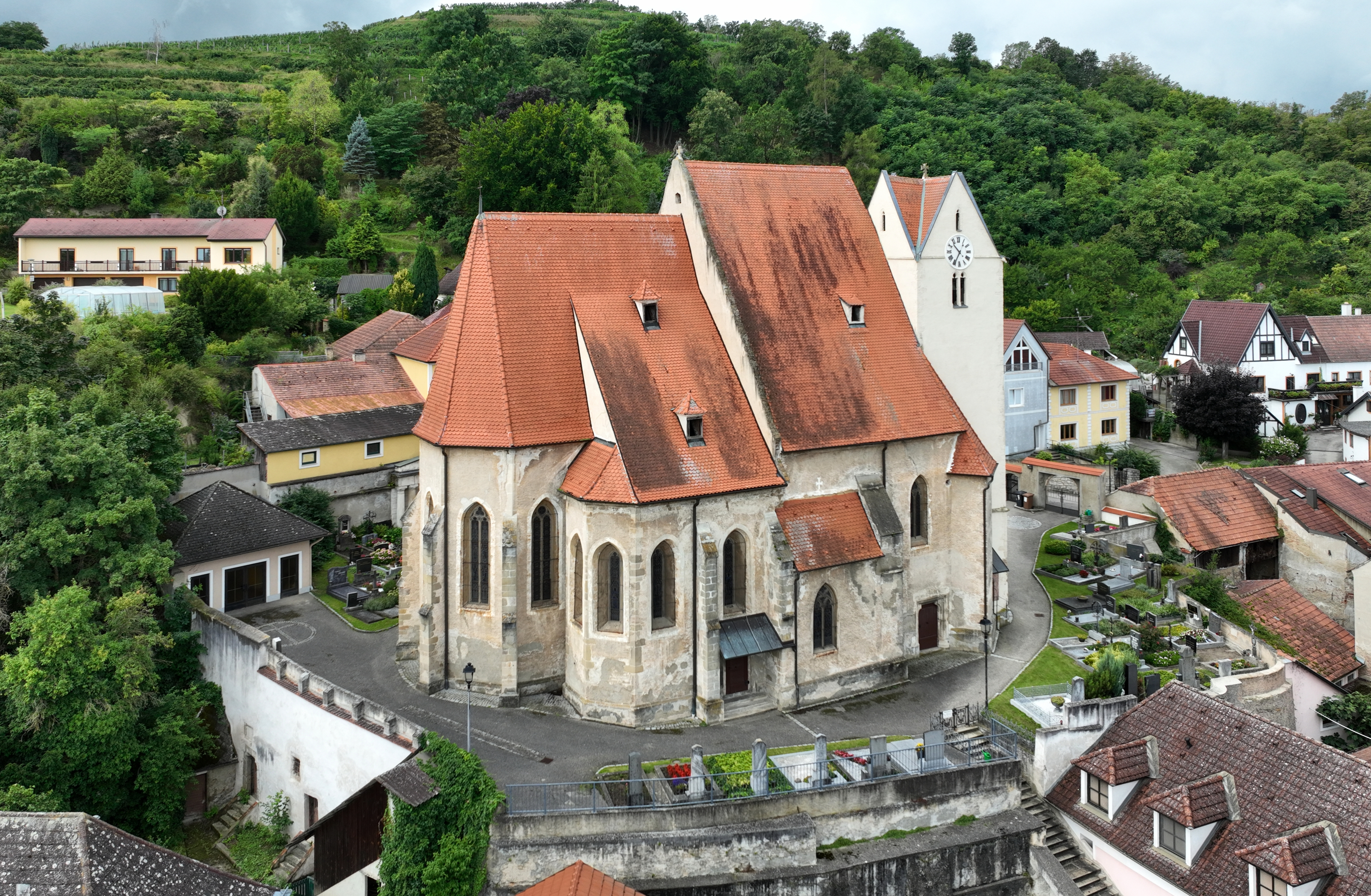
Pfarrkirche Hollenburg von Nordosten

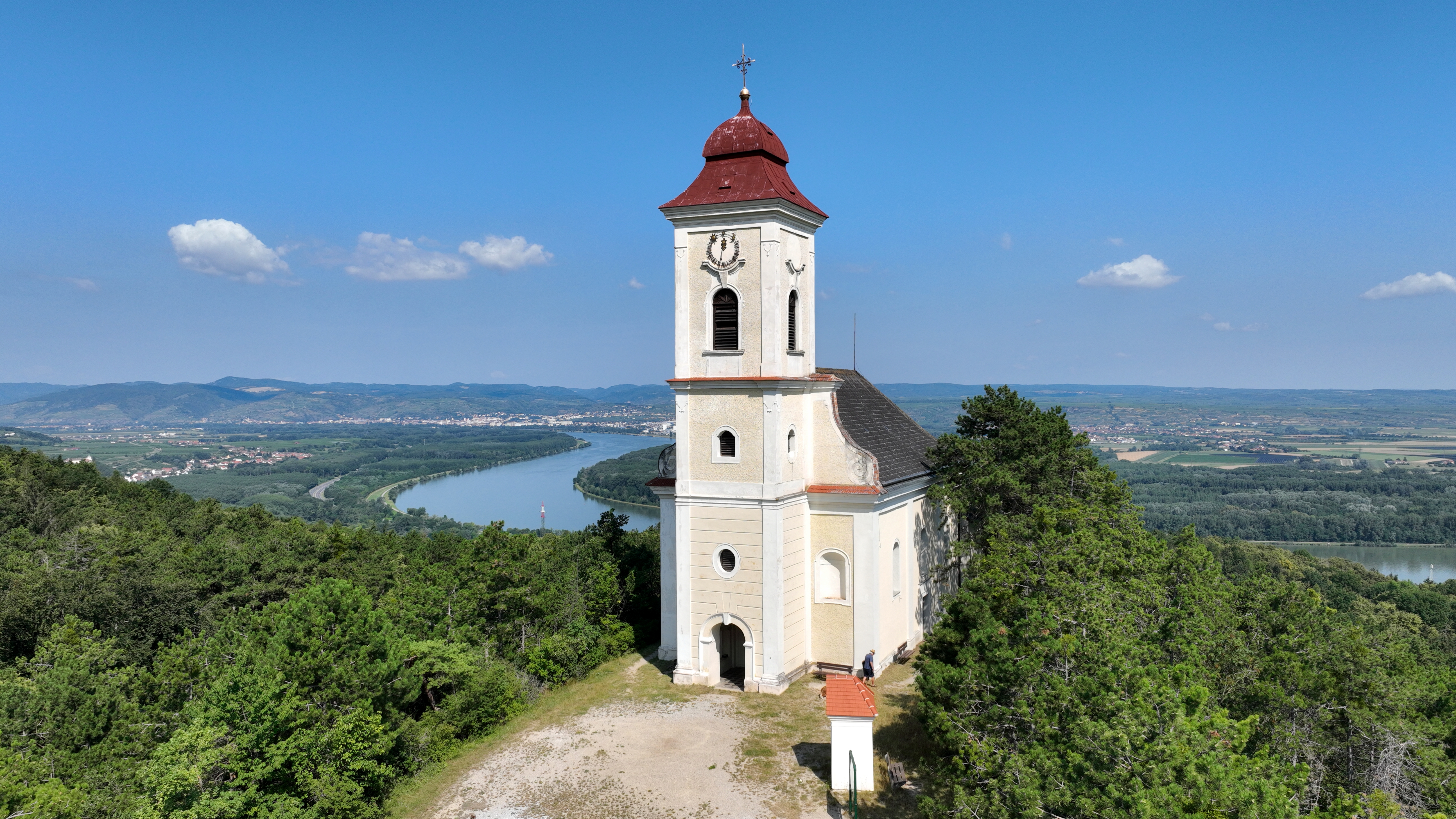
Die weithin sichtbare „Wetterkreuzkirche“ auf dem 367 m hohen Schiffberg in Hollenburg und die Stadt Krems mit der Donau im Hintergrund

Die Pfarrkirche wurde 1513 geweiht und blieb seitdem weitgehend unverändert. Der Hauptchor und der nördliche Seitenchor (Florianikapelle) sind älter und werden auf 1429/1430 datiert. Der Westturm stammt aus dem frühen 14. Jahrhundert. Bei Renovierungen im frühen 21. Jahrhundert kamen Reste eines römischen Turms, einer romanischen Saalkirche, eines gotischen Karners und des gotischen Vorgängerbaus der Kirche zum Vorschein.
Wetterkreuzkirche
Die Wetterkreuz-Kirche bei Hollenburg wurde 1652 errichtet und 1727 erweitert. Nach einem Brand 1826 zerstört, wurde sie 1882 wieder hergestellt.

#### Monumentalbauten
Burgruine Bertholdstein

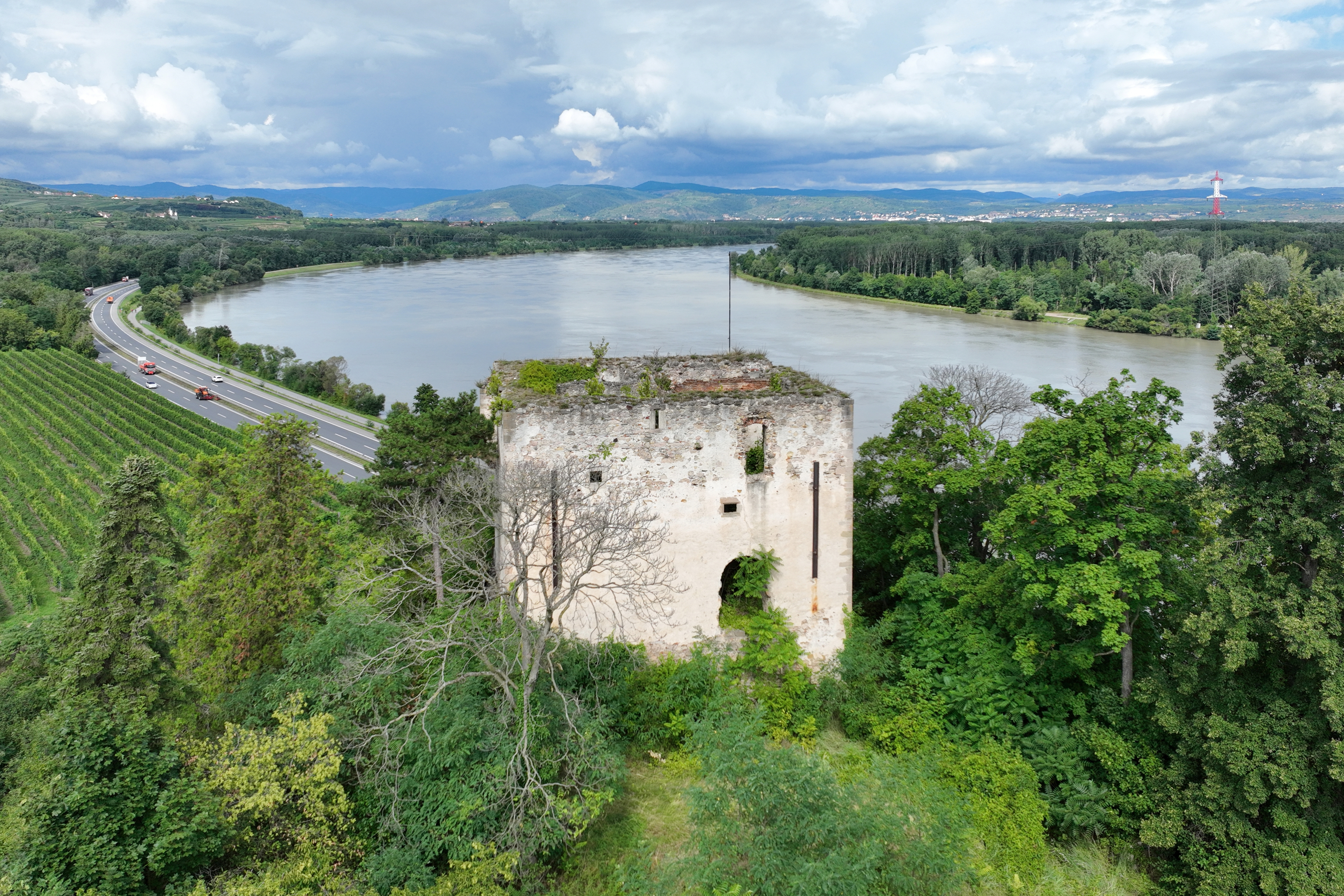
Wohnturm der ehemaligen Burg Bertholdstein

Die 1248 errichtete Burg Bertholdstein, eine auf einem Felsen über der Donau gelegene Höhenburg bei Hollenburg, wurde im 15. Jahrhundert nach mehrmaligem Wechsel der Besitzer zur Ruine.
Schloss Hollenburg
Das Schloss im Westteil von Hollenburg wurde 1812–1814 durch Johann Jakob von Geymüller errichtet. Das neunachsige und dreigeschoßige Wohngebäude ist im ersten Stock durch einen gedeckten Übergang mit den Nebengebäuden verbunden.

#### Weitere interessante Bauwerke und Ausgrabungen
- Burgus Hollenburg

## Persönlichkeiten
- Gundakar von Dietrichstein (1623–1690), Adliger, Reichshofrat, Oberstkämmerer und Oberststallmeister
- Rainer Pariasek (* 1964), österreichischer Sportmoderator